# Aeroportul Namsang
Aeroportul Namsang (IATA: NMS, ICAO: VYNS) este un aeroport din Statul Shan, Myanmar.
Situat la o altitudine de 973 m, aeroportul dispune de o singură pistă.